# Jan Kantůrek
Jan Kantůrek (4 de mayo de 1948 – 22 de marzo de 2018) fue un traductor y escritor checo. Sus traducciones al checo más conocidas eran las de Mundodisco de Terry Pratchett y los libros de Conan el bárbaro de Robert E. Howard y sus sucesores.
Se casó y tuvo dos hijos y vivió en Praga. Entre 1975 y 1990, Kantůrek trabajó como copy en la editorial Artia. De 1990 a 1992, trabajó como director de marketing en la editorial Aventinum. Desde 1992, empezó su trabajo como traductor.
En 1984, fue uno de los que restableció un club de fans de Jules Verne y comenzó a traducir para sus fanzines. Era un coleccionista de cómics y, según sus propias palabras, podía leer inglés, pero no hablarlo.
También creó el librero en las producciones teatrales de los libros de Pratchett. Fue premiado con el Premio al "Mejor traductor" por la Academia Checa de Ciencias ficción, fantasía y terror en 1995, 1996, 1997 y 1999. Discomundo fue premiado como la "Mejor serie de libros" en esos años. En 2003, recibió un premio de la Academia por su trabajo de toda una vida en ciencia ficción.